# Сапруненко, Таисия Михайловна
Таисия Михайловна Сопруненко (1923—2005) — звеньевая колхоза имени Димитрова Майкопского района ныне Республики Адыгея. Участник Великой Отечественной войны. Герой Социалистического Труда (1948).

## Биография
Родилась 25.10.1923 году в деревне Белогаево Подгоренского района Воронежской области.
В 1924 году семья переехала на Кубань и поселилась на хуторе Красная Улька ныне Майкопского района Адыгеи.

### В годы войны
С началом Великой Отечественной войны работала в местном колхозе на разных работах.
В феврале 1943 года добровольцем призвана Майкопским РВК Краснодарского края в РККА.
В действующей армии с февраля 1943 по май 1945 года. Боевой путь прошла в составе 25-го армейского трофейного батальона 18-й армии в должности повара роты и сборщика трофейного имущества. Участница боев за Новороссийск и Тамань. Прошла с 18-й армией Украину, Польшу, Венгрию. В самом Берлине, уже в канун Победы, была ранена осколком. Награждена медалями «За боевые заслуги», «За освобождение Варшавы», «За взятие Будапешта», «За взятие Берлина» и др.

### После войны
После демобилизации вернулась в родной колхоз им. Димитрова и возглавила комсомольско-молодёжное звено из восьми девушек по выращиванию озимой пшеницы и кукурузы.
Соревнуясь с молодёжным звеном того же колхоза, возглавляемом звеньевой Ивлевой Т. М., в 1947 году звено Т. М. Сапруненко собрало урожай пшеницы 30,3 центнера с гектара на площади 10 гектаров.
Указом Президиума Верховного Совета СССР от 6 мая 1948 года за получение высоких урожаев пшеницы в 1947 году Сапруненко Таисия Михайловна удостоена звания Героя Социалистического Труда с вручением ордена Ленина и золотой медали «Серп и Молот». Этим же указом удостоена звания Героя Социалистического Труда и Ивлева Татьяна Михайловна.
После перешла из полеводства на свиноферму и работала свинаркой на Адыгейской областной опытной сельскохозяйственной станции, добивалась высоких привесов на откорме свиней. Выращивала до 3 тысяч голов свиней весом по 80-90 килограмм.
Потом снова трудилась телятницей в родном колхозе на хуторе Красная Улька (переименованном в «Победа коммунизма»).
После ухода на пенсию работала в колхозных детских яслях и 10 лет нянечкой в детском саду села Красная Улька.
Избиралась депутатом Адыгейского областного, Майкопского районного и сельского Советов депутатов трудящихся, членом Адыгейского обкома КПСС (член партии с 1952 года).
Умерла в 2005 году в городе Майкопе.

## Награды
- Медаль «Серп и Молот» (1948);
- Орден Ленина (06.5.1948).
- Орден Отечественной войны II степени[2]
- Медаль «За боевые заслуги»[3](17.3.1944)
- Медаль «За взятие Берлина»
- Медаль «За взятие Будапешта»
- Медаль «За освобождение Варшавы»
- Медаль «За оборону Кавказа»
- Медаль «В ознаменование 100-летия со дня рождения Владимира Ильича Ленина» (6 апреля 1970)
- Медаль «За победу над Германией в Великой Отечественной войне 1941—1945 гг.» (9 мая 1945[4])
- Юбилейная медаль «Двадцать лет Победы в Великой Отечественной войне 1941—1945 гг.» (7 мая 1965[5])
- Юбилейная медаль «Тридцать лет Победы в Великой Отечественной войне 1941—1945 гг.»[6]
- Медаль «Сорок лет Победы в Великой Отечественной войне 1941-1945 гг.»[7]
- Юбилейная медаль «50 лет Победы в Великой Отечественной войне 1941—1945 гг.»[8]